# Tirukkannapuram Vijayaraghavan
Tirukkannapuram Vijayaraghavan (tamoul : திருக்கண்ணபுரம் விஜயராகவன்) (1902-1955) est un mathématicien indien de la région de Madras (actuellement Chennai). Il a collaboré avec Hardy à l'étude des nombres de Pisot-Vijayaraghavan lors de son séjour à Oxford au milieu des années 1920. Il devint membre de l'Indian Academy of Sciences en 1934.
Vijayaraghavan était lettré en sanskrit et tamoul. Ami proche de André Weil, avec qui il travailla à l'université musulmane d'Aligarh entre 1930 et 1933, il quitta cette université en signe de protestation lorsque Weil en fut évincé, et rejoignit alors l'université de Dacca.
Vijayaraghavan démontra un cas particulier du théorème d'Aaron Herschfeld sur les radicaux imbriqués :
{\displaystyle {\sqrt {a_{1}+{\sqrt {a_{2}+{\sqrt {a_{3}+{\sqrt {a_{4}+\cdots }}}}}}}}} converge si et seulement si la limite supérieure {\displaystyle {\overline {\lim }}(\log a_{n})/2^{n}} est finie.